# 황인성 (1926년)
황인성(黃寅性, 1926년 1월 9일~2010년 10월 11일)은 대한민국의 정치인이다. 제25대 국무총리를 지냈다. 호는 범송(凡松)과 증곡(曾谷)이다.
전북 무주 출생이다. 육군사관학교 4기 출신으로 1968년 육군 소장으로 예편하였다.
5·16 군사정변 이후 정계에 투신해 조달청장(1961년), 무임소장관 특보(1970년), 국무총리 비서실장(1973년), 관선 전라북도지사(1973년), 교통부 장관(1978년)을 지냈다. 이후 민주정의당에 영입되어 제11·12·14대 국회의원과 문민정부 초대 국무총리(1993년)를 지냈다. 쌀 개방 파문으로 10개월을 채우지 못하고 총리직을 사퇴하였으며, 이후 민자당 총재상임고문을 지냈다. 1996년에는 금호아시아나그룹 상임고문을 역임하였고, 2002년부터는 안중근의사 숭모회 이사장, 2008년부터는 명예이사장을 맡았다.
2010년 10월 11일에 노환으로 사망했다.

## 학력
- 무풍공립심상소학교 졸업
- 조선국방경비사관학교 4기 수료
- 홍익대학교 법학 학사
- 서울대학교 행정대학원 행정학 석사

## 경력
- 무임소장관실 경리담당 보좌관
- 제5대 국무총리비서실장
- 제19대 전라북도지사
- 제24대 교통부장관
- 제9대 국제관광공사 사장
- 제11·12·14대 국회의원
- 제11대 국회 전반기 교통체신위원회 위원장
- 민주정의당 중앙위원회 부위원장
- 제37대 농수산부 장관
- 제37대 농림수산부 장관
- 아시아나항공 사장
- 아시아나항공 회장
- 민주자유당 정책위원회 의장
- 제25대 국무총리
- 민주자유당 상임고문
- 금호아시아나그룹 상임이사
- 신한국당 상임고문
- 한나라당 상임고문
- 제7대 예술의전당 이사장

## 역대 선거 결과
|  | 56.61% |

|  | 35.2% |

|  | 51.05% |

## 소속 정당
| 소속 정당 | 소속 정당  | 소속 기간 | 비고                |
| --------- | ---------- | --------- | ------------------- |
|           | 민주정의당 | 1981~1990 | 창당 정계 입문      |
|           | 민주자유당 | 1990~1995 | 합당                |
|           | 신한국당   | 1995~1997 | 당명 변경 정계 은퇴 |
|           | 한나라당   | 1997~2010 | 합당 사망           |

## 같이 보기
- 진안군·무주군·장수군 (1973년 선거구)
- 진안군의 국회의원
- 무주군의 국회의원
- 장수군의 국회의원
- 대한민국 제12대 국회의원 선거 민주정의당 후보 목록#전국구
- 진안군·무주군·장수군 (1988년 선거구)
- 대한민국의 국무총리
- 대한민국의 농림축산식품부 장관
- 대한민국의 국토교통부 장관
- 대한민국의 조달청장
- 전북특별자치도지사